# Schaal Sels 1993
La Schaal Sels 1993, sessantottesima edizione della corsa, si svolse il 31 agosto 1993 su un percorso di 185 km, con arrivo a Merksem. Fu vinta dal belga Carl Roes della  davanti ai suoi connazionali Franky De Buyst e Johan Buelens.

## Ordine d'arrivo (Top 10)
| Pos. | Corridore        | Squadra             | Tempo    |
| ---- | ---------------- | ------------------- | -------- |
| 1    | Carl Roes        |                     | 4h15'00" |
| 2    | Franky De Buyst  |                     |          |
| 3    | Johan Buelens    |                     |          |
| 4    | André Vermeiren  |                     |          |
| 5    | Gert Van Brabant | Trident-Gilals-Wimi |          |
| 6    | Sean Van Zyl     |                     |          |
| 7    | Erwin Vandaele   |                     |          |
| 8    | Peter Van Hoof   |                     |          |
| 9    | Peter Spaenhoven | Primator            |          |
| 10   | Nico Mattan      |                     |          |